# Краснокутский, Павел Михайлович
Павел Михайлович Краснокутский (1883 — после 1930) — иерей, священномученик, местночтимый святой Украинской Православной Церкви.

## Биография
Родился в 1883 году в селе Покровское Чугуевского уезда Харьковской губернии. Был священником в селе Зарожное Чугуевского района Харьковской области. 4 февраля 1930 года приговорён к десятилетнему заключению в исправительно-трудовом лагере. Расстрелян. Дата смерти неизвестна.

## Канонизация
22 июня 1993 года Определением Священного Синода Украинской Православной Церкви принято решение о местной канонизации подвижника в Харьковской епархии, в Соборе новомучеников и исповедников Слободского края (день памяти – 19 мая (1 июня)).
Чин прославления подвижника состоялся во время визита в Харьков 3-4 июля 1993 года Предстоятеля Украинской Православной Церкви Блаженнейшего Митрополита Киевского и всея Украины Владимира, в кафедральном Благовещенском соборе города.